# Instituto Tecnológico de Mérida
El Instituto Tecnológico de Mérida es una institución pública de educación superior ubicado en el norte de la ciudad de Mérida, Yucatán, México. Su creación fue promovida e impulsada por diversos personajes como instituciones locales y federales. Entre los primeros, se cuenta a Pastor Ramírez Coello, Manuel Mier y Terán, y Hernán Morales Medina.
El Instituto inició sus operaciones en el mes de septiembre de 1961, siendo gobernador del estado de Yucatán Agustín Franco Aguilar, en instalaciones construidas en terrenos cedidos por el ejido de Chuburná de Hidalgo, en el municipio de Mérida. Su financiamiento se realizó mediante un convenio tripartita del Gobierno Federal, Gobierno Estatal y la iniciativa privada. Cuatro meses después, el 18 de enero de 1962, el instituto fue oficialmente inaugurado por el entonces presidente de México Adolfo López Mateos. Actualmente el director es José Antonio Canto Esquivel.

## Historia
En la cuarta década del pasado siglo, México inició una transformación originada por el paso de una economía basada en la agricultura, a la de un desarrollo industrial generado por los avances de la tecnología moderna.
Pero lo anterior no hubiera sido factible sin un cambio en las estructuras y programas educativos acordes a las necesidades de un nuevo modelo industrial, y es así como a la sombra del Instituto Politécnico Nacional, bajo su mano rectora, se crean los primeros Institutos Tecnológicos Regionales con la mística de formar profesionales que contribuyeran al desarrollo de la planta productiva en provincia y por ende en todo el contorno del territorio nacional.
En esta empresa que se iniciara bajo el mandato del gobierno de Víctor Mena Palomo, se involucraron organismos relacionados directamente con la tarea educativa tales como la Dirección Federal de Educación y el Departamento de Educación Pública del Estado, cuyos titulares, los profesores, Pastor Ramírez Coello y Hernán Morales Medina, respectivamente, fueron decisivos promotores, que en conjunción de esfuerzos con personajes del medio cultural y de la iniciativa privada dieron inicio a la realización del citado proyecto. Esta labor de gestoría fue ampliamente respaldada por el gobierno federal, presidido por Adolfo López Mateos, por conducto del secretario de Educación Pública, Jaime Torres Bodet.
La acción combinada de las autoridades y organismos mencionados, dio como resultado que, después de los naturales contratiempos que conlleva la creación de una obra de tal magnitud, y siendo Gobernador Constitucional del Estado D. Agustín Franco Aguilar, iniciara las labores el instituto Tecnológico de Mérida en el mes de septiembre de 1961, en modestas instalaciones construidas en terrenos cedidos por el ejido de Chuburná de Hidalgo. Su sostenimiento operativo se realizó mediante un convenio tripartito signado por el gobierno federal, del estado y la iniciativa privada.
Para la atención de sus primeros 41000 alumnos distribuidos en cinco ciclos de enseñanza; secundaria técnica, preparación técnica para trabajadores, vocacional de ingeniería y profesional de ingeniería industrial, se contaba con una infraestructura compuesta de oficinas administrativas, diez aulas, tres salones de dibujo, una nave para laboratorios de biología, física y química, así como otra para los talleres de fundición, ajuste de banco y máquinas herramientas, soldadura y forja, máquinas de combustión interna, electricidad y preparación y conservación de productos alimenticios.

## Directores del Instituto Tecnológico de Mérida
| Año de dirección | Nombre del director                |
| ---------------- | ---------------------------------- |
| 1961 - 1964      | Rafael Rosado Aragón.              |
| 1964 - 1969      | Manuel J. Mier y Terán.            |
| 1969 - 1972      | Roger Milton Rubio Madera.         |
| 1972 - 1979      | Alberto J. Gutiérrez Alcalá.       |
| 1979 - 1981      | Miguel Vázquez Mendoza.            |
| 1981 - 1987      | José Antonio Canto Quintal.        |
| 1987 - 1990      | Fausto Escalante Triay.            |
| 1990 - 1997      | Carlos Sauri Duch.                 |
| 1997 - 2004      | Gelasio Luna Consuelo              |
| 2004 - 2009      | José Leobardo Cortes y Noh.        |
| 2009 - 2013      | Abel Zapata Dittrich.              |
| 2013 - 2019      | Mirna Alejandra Manzanilla Romero. |
| 2019 - 2023      | Hebér de Jesús Díaz Flores.        |
| 2023 - actual    | José Antonio Canto Esquivel.       |

## Oferta Educativa

### Profesional
- Licenciatura en Administración
- Ingeniería Ambiental
- Ingeniería Biomédica
- Ingeniería Bioquímica
- Ingeniería Civil
- Ingeniería Eléctrica
- Ingeniería Electrónica
- Ingeniería Industrial
- Ingeniería Mecánica
- Ingeniería Química
- Ingeniería en Gestión Empresarial
- Ingeniería en Sistemas Computacionales
- Ingeniería en Semiconductores

### Posgrado
- Maestría en Administración
- Maestría en Gestión Administrativa
- Maestría en Ingeniería
- Maestría en Ciencias de los Alimentos y Biotecnología
- Maestría en Planificación y Desarrollo Regional
- Doctorado en Ciencias de los Alimentos y Biotecnología

## Clasificación académica

### Clasificación webométrica del CSIC
Esta clasificación la produce el Centro de Información y Documentación (CINDOC) del Consejo Superior de Investigaciones Científicas (CSIC) de España. El CINDOC actúa como un observatorio de ciencia y tecnología disponible en la Internet. La clasificación se construye a partir de una base de datos que incluye alrededor de 11.000 universidades y más de 5.000 centros de investigación. La clasificación muestra a las 3.000 instituciones mejor colocadas. La metodología bibliométrica toma en cuenta el volumen de contenidos publicados en la web, así como la visibilidad e impacto de estos contenidos de acuerdo con los enlaces externos que apuntan hacia sus sitios web.
Según esta metodología, el Instituto Tecnológico de Mérida ocupa el lugar número 11495 del mundo, el lugar 976 de América Latina, y el lugar 131 de México.